# He Laughs Last
He Laughs Last é um curta-metragem de comédia mudo norte-americano, realizado em 1920, com o ator cômico Oliver Hardy.